# شدی کوو (اورگن)
شدی کوو (به انگلیسی: Shady Cove) شهری در شهرستان جکسون ایالت اورگن است و در سرشماری سال ۲۰۱۱ میلادی، ۲٬۹۰۴ نفر جمعیت داشته که نسبت به سال ۲۰۱۰، ۰٫۲۱ درصد رشد جمعیت داشته‌است.

## موقعیت جغرافیایی
موقعیت جغرافیایی شهرها و مناطق اطراف به شرح زیر است: